# ایوان هرست
ایوان هِـرست (انگلیسی: Ivan Hirst؛ ‏ ۴ مارس ۱۹۱۶ – ۱۰ مارس ۲۰۰۰) یک مهندس مکانیک و افسر ارتش بریتانیا بود. او نقش کلیدی و مهمی در احیای شرکت فولکس‌واگن پس از جنگ جهانی دوم و تبدیل آن از یک کارخانهٔ خودروسازی واحد در وولفسبورگ به یکی از بزرگان صنعت خودروسازی داشت.